# Pozitivismus v archeologii
V archeologii je pozitivismus převažujícím směrem druhé poloviny 19. století. Jeho hlavním záměrem je zapojení vědeckých přístupů a metod do historických disciplín, díky nimž bude dosažení cíle – objektivní výzkum minulosti – mnohem snazší.
Opouští se tedy koncepce romantického historismu. Na místo toho se směřuje ke skutečnému vědeckému výzkumu a hlavně k pramenům. Ostatně to potvrzuje i stanovené heslo tohoto vědeckého směru: „Ad fontes“ tedy „K pramenům“. To platí jak pro historiky, tak pro archeology, kteří se začali detailně zabývat svými prameny, jejich vyhledáváním, získáváním a výsledným zpracováváním.

## Spolupráce s přírodními vědami
Roku 1865 anglický přírodovědec a archeolog John Lubbock rozdělil dobu kamennou na paleolit a neolit. Tímto svým činem zároveň jako by rozetnul sféry zájmu: přírodovědci, geologové a antropologové se chopili starší doby kamenné, kdežto archeologové se pustili do výzkumu mladší etapy čtvrtohor. Archeologie, doposud vždy vnímaná jako odnož historie, tímto krokem vstoupila do světa přírodních věd.

## Pozitivistická analýza
„Úkol pozitivistické práce sestával z analýzy dostupných pramenů nejen podle surovin, ale také podle funkce, tvaru a vývojového zařazení. Výsledkem byly zpravidla typologie a relativně chronologická schémata. Mezi první pozitivistická díla patřily morfologické, technologické, chronologické a topografické studie a mimo jiné i nálezové zprávy.“

## Český pozitivismus

### Počátky
Prvním zástupcem tohoto vědního směru u nás byl Josef Smolík, který se stal vůdčí osobností české archeologie. Svým původním zaměřením byl matematik a fyzik, a i proto se stal skutečně osobou, které byly myšlenky positivismu skutečně blízké. Využíval svého exaktního uvažování, řešil archeologickou problematiku s chladnou hlavou a logickou dedukcí.
Středoškolského profesora přitáhla k archeologii záliba v numismatice. „V oboru (myšleno v archeologii) se velice rychle zorientoval a Památky archeologické se pod jeho vedením proměnily ve skutečně odborný časopis. Smolík se aktivně účastnil terénních výzkumů, učil se, porovnával a dělal vlastní závěry. Kladl důraz na systematičnost výkopů a na získávání uzavřených nálezových celků. Doslova vyburcoval všechny, kdo se alespoň trochu zajímali o archeologii k vyhledávání a záchraně památek.“ Roku 1878 uveřejnil své poznatky v již zmíněném časopise.

### Pokračovatelé
Dalšími typickými představiteli českého pozitivismu jsou roztocký obvodní lékař Čeněk Ryzner a zahradník František Xaver Franc.
Ryzner působil především v 80. letech 19. stol. Ve svém volném čase se věnoval sbírání pravěkých předmětů a prozkoumával archeologicky bohaté krajiny kolem Prahy. Jeho výzkumy u Únětic a na vrchu Řivnáči přinesly jména kulturám starší doby bronzové.
Franc si ve své profesi zahradníka dokázal všímat drobných detailů a změn terénu v krajině. „Kladl důraz na pečlivost odkryvu a přesnost dokumentace. Všímal si i malých střepů, vykopanou hlínu prosíval či proplavoval, aby mu nic neuniklo. Z nálezů pak sestavil systematickou sbírku o více než deseti tisících kusech, v současnosti jeden z nejdůležitějších fondů české archeologie.“ Jeho postupy tak přesně odpovídaly charakteru pozitivistického vědce. Stal se tak svou pílí ze samouka profesionálem. Působil v západních Čechách, kde se tedy značně zasadil o tento svůj obor.

## Filosofie vědy - pozitivismus, aneb odborné vysvětlení jeho principů a příčina jeho pádu
Positivismus, striktní forma empirické filosofie, se spoléhal na formální logiku jako na základní nástroj pro analýzu vědy. Tato forma empirismu konstatovala, že existuje jednota vědy, přičemž přírodní vědy mají privilegovaný model racionality (není překvapující, když připomeneme, že valná část zastánců pozitivismu byli fyzikové). Všechny jevy byly vysvětlovány přirozeně bez odkazu na duchovní nebo nadpřirozené nebo metafyzické události.
Tento naturalismus viděl prohlášení takového druhu jako například: "Nevědomí je první příčinou světa." jako ani pravdivé ani falešné, pouze bezvýznamné.
Dodržování pozitivních principů mělo vytvořit objektivní poznání, které bylo nalezené bez kritérií stanovených subjektivními hodnotami.
Vidíme však, že jde o neobhájitelný pohled na vědu a poznání. Pohled, který není schopen v konečném důsledku vyhovět ani velmi dobře zavedeným fyzikálním vědám a je beznadějně neschopný poskytnout užitečný pohled archeologům ve svém odmítnutí uznat ve svém odmítnutí uznat neurčitost jako předmět studia ve vědeckém výzkumu.
Navzdory letům uvažování, neustálého přemýšlení, řešení a debatám o této podstatě, logický pozitivismus a logická empirická filozofie vědy byly nakonec shledány zcela neschopnými vysvětlit vědu a vědecké poznatky jakýmkoli realistickým způsobem.